# Плавання на Чемпіонаті Європи з водних видів спорту 2018 — змішана естафета 4x200 метрів вільним стилем
Змагання з плавання в змішаній естафеті 4x200 метрів вільним стилем на Чемпіонаті Європи з водних видів спорту 2018 відбулися 4 серпня.

## Результати

### Попередні запливи
| Місце | Заплив | Доріжка | Країна          | Плавці | Час     | Примітки |
| ----- | ------ | ------- | --------------- | --- | ------- | -------- |
| 1     | 1      | 7       | Росія           | Мартін Малютін (1:47.46) В'ячеслав Андрусенко (1:47.58) Ірина Кривоногова (1:59.13) Анастасія Гуженкова (1:58.99) | 7:33.16 | Q        |
| 2     | 1      | 5       | Велика Британія | Камерон Керл (1:49.05) Крейг Маклін (1:48.50) Кетрін Грінслейд (1:57.26) Голлі Гібботт (1:59.68)                  | 7:34.49 | Q        |
| 3     | 2      | 6       | Німеччина       | Якоб Хайдтманн (1:46.81) Маріус Зобель (1:49.46) Рева Фоос (1:58.48) Ізабель Марі Госе (2:00.41)                  | 7:35.16 | Q        |
| 4     | 2      | 7       | Італія          | Алессіо Проетті (1:48.09) Маттео Чіампі (1:47.92) Стефанія Піроцці (2:02.03) Маргеріта Панцієра (1:59.46)         | 7:37.50 | Q        |
| 5     | 1      | 2       | Нідерланди      | Діон Дресенс (1:49.57) Мартен Брзосковскі (1:49.09) Марйолейн Делно (2:01.29) Робін Нойманн (1:59.35)             | 7:39.30 | Q        |
| 6     | 1      | 3       | Ізраїль         | Даніель Намір (1:49.58) Деніс Локтєв (1:49.33) Анастасія Горбенко (2:03.04) Андреа Мурез (2:00.37)                | 7:42.32 | Q        |
| 7     | 2      | 5       | Угорщина        | Балаж Холло (1:50.19) Бенджамін Гратц (1:49.85) Жужанна Якабош (2:01.68) Евелін Веррасто (2:02.74)                | 7:44.46 | Q        |
| 8     | 1      | 4       | Словаччина      | Адам Галас (1:57.53) Річард Нагі (1:51.94) Ніколета Трнікова (2:11.95) Лаура Бенкова (2:03.16)                    | 8:04.58 | Q        |
| 9     | 2      | 4       | Сан-Марино      | Крістіан Санті (1:58.98) Джанлука Пасоліні (2:01.25) Еліза Бернарді (2:10.29) Аріанна Валлоні (2:10.79)           | 8:21.31 |          |
| —     | 2      | 2       | Швеція          | DNS | DNS     | DNS      |
| —     | 2      | 3       | Естонія         | DNS | DNS     | DNS      |

### Фінал[1]
| Місце | Доріжка | Країна          | Плавці | Час     | Примітки |
| ----- | ------- | --------------- | --- | ------- | -------- |
| 1     | 3       | Німеччина       | Якоб Хайдтманн (1:46.52) Геннінг Мюллейтнер (1:47.32) Рева Фоос (1:58.25) Анніка Брун (1:56.34)                  | 7:28.43 | CR       |
| 2     | 4       | Росія           | Михайло Вековішчев (1:47.10) Михайло Довгалюк (1:47.37) Валерія Саламатіна (1:56.18) Вікторія Андрєєва (1:58.72) | 7:29.37 |          |
| 3     | 5       | Велика Британія | Стівен Мілн (1:47.77) Крейг Маклін (1:48.34) Кетрін Грінслейд (1:57.81) Фрея Андерсон (1:55.80)                  | 7:29.72 |          |
| 4     | 1       | Угорщина        | Крістоф Мілак (1:48.04) Нандор Немет (1:46.90) Катінка Хоссу (1:57.31) Жужанна Якабош (1:58.94)                  | 7:31.19 |          |
| 5     | 6       | Італія          | Філіппо Меглі (1:47.48) Алессіо Проетті (1:48.37) Федеріка Пеллегріні (1:56.76) Маргеріта Панцієра (1:59.76)     | 7:32.37 |          |
| 6     | 2       | Нідерланди      | Кайл Стольк (1:48.64) Стен Пієненбург (1:47.79) Фемке Гемскерк (1:56.13) Робін Нойманн (1:59.83)                 | 7:32.39 |          |
| 7     | 7       | Ізраїль         | Деніс Локтєв (1:47.87) Даніель Намір (1:48.71) Анастасія Горбенко (2:02.47) Андреа Мурез (2:01.02)               | 7:40.07 |          |
| 8     | 8       | Словаччина      | Річард Нагі (1:52.65) Адам Галас (1:56.77) Ніколета Трнікова (2:10.24) Лаура Бенкова (2:03.84)                   | 8:03.50 |          |